# Theodor Liebe
Johannes Theodor Julius Liebe (23. juni 1823 i København – 2. november 1893 sammesteds) var en dansk skuespiller, søn af skuespilleren Georg Julius Liebe. Han var gift med Johanne Emilie, født Egense.
Han debuterede, efter han var blevet student, 30. december 1845 på Det kongelige Teater som Jacob i Méhuls opera Joseph og hans Brødre i Ægypten. Han var med i både opera og skuespil. Han betrådte brædderne sidste gang 25. november 1885 som generalen i Fabrikanten.

## Udvalgte optrædener
- Jacob i Joseph og hans Brødre i Ægypten (1845) debut
- Figaro i Rossinis Barberen i Sevilla
- Sever i Norma
- Dickson i Den hvide Dame
- Don Bazilio i Figaros Bryllup
- Oberst Walter i Dina (Oehlenschläger)
- Maltz i Sovedrikken (Weyse)
- Dulcamare i Elskovsdrikken (Donizetti)
- Titelrollerne i Fra Diavolo og Ludovic
- Eleazar i Jødinden
- Generalen i Fabrikanten (1885) sidste forestilling